# Maruri-Jatabe
Maruri-Jatabe é um município da Espanha na província da Biscaia, comunidade autónoma do País Basco. Faz parte da comarca de Uribe e tem 15,8 km² de área.[carece de fontes?] Em 2021 tinha 992 habitantes (densidade: 62,8 hab./km²).